# Vrh (Šentrupert, Slovenija)
Vrh je naselje u slovenskoj Općini Šentrupertu. Vrh se nalazi u pokrajini Dolenjskoj i statističkoj regiji Jugoistočnoj Sloveniji. 

## Stanovništvo
Prema popisu stanovništva iz 2002. godine naselje je imalo 30 stanovnika.